# Dieter Löschner
Dieter Löschner (* 7. März 1931) war Fußballtorhüter in der DDR-Oberliga. In der höchsten Spielklasse des DDR-Fußball-Verbandes spielte er für Fortschritt Meerane und den SC Motor Karl-Marx-Stadt.
Bereits seine erste Oberligasaison 1951/52 bei der Betriebssportgemeinschaft (BSG) Fortschritt Meerane endete mit dem Abstieg in die DDR-Liga enttäuschend. Er schaffte aber schon ein Jahr später mit der BSG die Rückkehr in die Oberliga. Es folgten zwei weitere Oberligaspielzeiten, bis Meerane 1955 endgültig aus der Oberliga abstieg. Löschner hatte innerhalb von drei Erstligaspielzeiten, in denen insgesamt 90 Punktspiele ausgetragen wurden, 68-mal im Meeraner Tor gestanden.
Am Ende der Saison 1961/62 konnte Löschner erneut einen Aufstieg feiern. Inzwischen für den SC Motor Karl-Marx-Stadt startend, verhalf er der Mannschaft in der 39 Spiele währenden Saison mit 32 Einsätzen zur Erstklassigkeit. Inzwischen bereits 31 Jahre alt, absolvierte er 1962/63 seine letzte Oberligasaison. In der 26 Punktspiele währenden Spielzeit stand er noch einmal in 14 Begegnungen im Tor des SC Motor. Löschners letztes Oberligaspiel fand am 12. Mai 1963 statt, es war die Begegnung des letzten Saisonspieltages Dynamo Dresden – SC Motor Karl-Marx-Stadt (1:1).
Löschner blieb dem Karl-Marx-Städter Klub weiterhin erhalten, auch nach der 1966 erfolgten Ausgliederung der Fußballsektion in den neu gegründeten FC Karl-Marx-Stadt. Dort war er unter anderem Trainer der Schülermannschaft.